# Minamoto no Kanemasa
Minamoto no Kanemasa (源兼昌?; fl. XII secolo) è stato un poeta giapponese waka del tardo periodo Heian.
Era un nobile (kuge) e apparteneva al clan Uda Genji.

## Biografia
Sebbene non fosse favorito dalle promozioni, raggiunse il grado di Jugoinoge (従五位下?, Quinto rango junior, grado inferiore) e Kogogushiki (Ufficio degli affari interni dell'Imperatrice), ma in seguito divenne monaco buddhista. Sebbene l'anno della sua morte sia sconosciuto, sembra che fosse ancora vivo intorno al 1128.
Prese parte a diversi uta-awase (concorsi di waka) nel 1100, 1115, 1118 e 1119 e frequentò i circoli poetici sponsorizzati dall'imperatore in ritiro Horikawa e dal naidaijin Fujiwara no Tadamichi, inoltre organizzò un concorso di waka nel 1116. Fu uno dei compositori di Horikawa Jirō Hyakushū, che fu completato nel 1116.
Un totale di 7 sue opere waka sono state incluse in varie antologie imperiali tra cui il Kin'yō Wakashū, Shika wakashū, Senzai Wakashū, Shin Chokusen wakashū e Shin Senzai wakashū. Nessuna sua collezione personale è sopravvissuta oggi.
Una sua poesia è stata selezionata per l'Ogura Hyakunin isshu:
(Hyakunin isshu n.78)